# Glimpses of Yellowstone Park
Glimpses of Yellowstone Park è un cortometraggio muto del 1909. Il nome del regista non viene riportato nei titoli del film.

## Trama
Dalle visioni panoramiche di Mammoth Hot Springs passando per Devil's Fire Hole, si vedono le Yellowstone Falls, il Canyon, vedute delle cascate, il Giant Geyser Crater con la partecipazione del senatore Myers del Montana.

## Produzione
Il film fu prodotto dalla Lubin Manufacturing Company.

## Distribuzione
Distribuito dalla Lubin Manufacturing Company, il film - un documentario della lunghezza di 56,4 metri - uscì nelle sale cinematografiche statunitensi il 9 settembre 1909. Nelle proiezioni, veniva programmato con il sistema dello split reel, accorpato in un'unica bobina con un altro cortometraggio prodotto dalla Lubin, il drammatico A True Patriot.